# 阿尔康西
阿尔康西（法語：Harquency，法語發音：[aʁkɑ̃si]）是法国厄尔省的一个市镇，位于该省东北部，属于莱桑德利区。

## 地理
阿尔康西（49°15'16.43"N, 1°29'2.22"E）面积13.95 平方千米，位于法国诺曼底大区厄尔省，该省份为法国北部内陆省份，北起滨海塞纳省，西接奧恩省和卡爾瓦多斯省，南至厄尔-卢瓦省，东临瓦兹省、瓦兹河谷省和伊夫林省。
与阿尔康西接壤的市镇（或旧市镇、城区）包括：莱桑德利、吉斯尼耶、穆夫莱讷、里什维尔、韦克桑地区弗勒内勒、埃普特河畔韦克桑。
阿尔康西的时区为UTC+01:00、UTC+02:00（夏令时）。

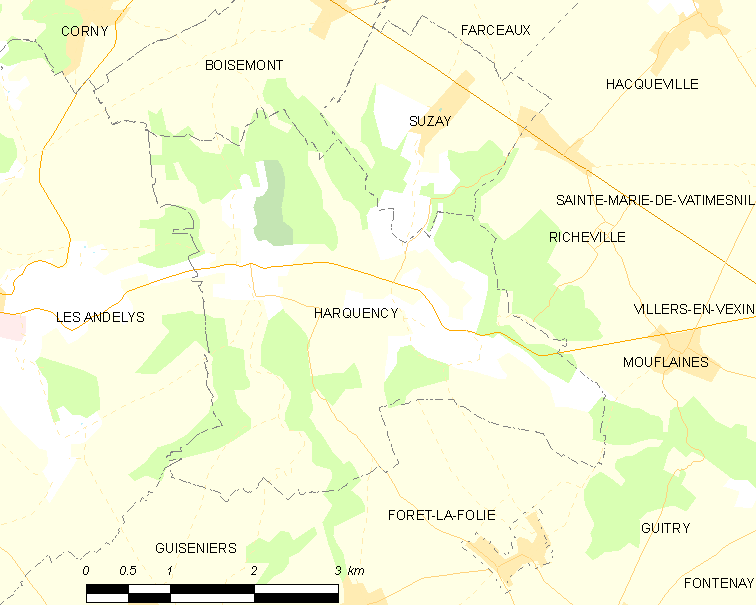
阿尔康西的OSM定位图

## 行政
阿尔康西的邮政编码为27700，INSEE市镇编码为27315。

## 政治
阿尔康西所属的省级选区为莱桑德利县。

## 交通
厄尔省省道D9线和D125线在市中心交汇。

## 人口

1962-2008年间阿尔康西人口变化图示

阿尔康西于2022年1月1日时的人口数量为273人。